# Жырау
Жыра́у (от каракалп., каз. и ногайск. — песня, стихотворение) — народный поэт и певец в тюркской поэзии. Данный термин упоминается в источниках с XV века. В отличие от жыршы, жырау является не только исполнителем, но и автором произведений. Певцы-жырау считаются родоначальниками каракалпакской, ногайской и казахской литературы.
Излюбленный жанр жырау — толгау (каракалп., каз., ногайск толғау — раздумья), то есть стихотворение-раздумье, содержащее большое количество назиданий и афоризмов. Певцы-жырау в своих песнях давали мудрые советы, проповедовали истину, добро и справедливость, воспевали мотивы национального единства, выражали интересы простого народа, подчеркивали красоту и силу природы. Родоначальником каракалпакской поэзии и литературы является Жийен Жырау Тагай улы.
В эпоху Казахского ханства жырау считались признанной крупной политической силой в ханской ставке и исполняли различные общественные функции. Многие из них были не только поэтами, но и биями — вождями племён и племенных союзов, а также батырами — предводителями дружин. Жырау были одними из немногих, кто имел право высказать недовольство хану.
Первыми представителями казахской поэзии считаются Асан Кайгы и Казтуган-жырау, жившие в XV веке. Наиболее известные их последователи в XVI-XVII веках — Сыпыра-жырау, Шалкииз-жырау, Доспамбет-жырау, Маргаска-жырау, Жиембет-жырау, Актамберды Сарыулы, Татикара-жырау. В XVIII веке казахская поэзия переживает новый виток развития, связанный с войной с джунгарами, присоединением к России и обострении внутренних противоречий в казахском обществе. Этот период связан с именами таких поэтов, как Умбетей-жырау (1706—1778), Бухар-жырау (1668—1781), Кожаберген-жырау (1663—1762).
Название произведения «Зар заман» Шортанбая-жырау дало название периоду активной колонизации Российской империей и отмены ханской власти в Казахской степи.
В современности для именования фольклорных казахских поэтов вместо слова «жырау» обычно используется термин «акын», ранее употреблявшийся лишь для именования поэтов-импровизаторов, участвующих в айтысах — поэтических состязаниях.